# Малка Верея
Малка Верея е село в Южна България. То се намира в община Стара Загора, област Стара Загора.

## География
Намира се в Сърнена Средна гора.

## Религии
В миналото това село е било основен култов център на част от тракийските царства, разпрострирали се из този регион. Предполага се, че повечето могили имат или култов характер или са погребални паметници на известни войни. Почти всички са разкопани от иманяри, но голямата крепост от ранната античност на върха над селото е непокътната.

## Културни и природни забележителности
В покрайнините на селото има много „могили“, неразкопани все още от иманяри.
Почти нищо от традициите (като сборове и др.) не се е запазило.
Налице е масово изкупуване на къщи и строеж на нови вили. Оформя се като вилна зона заради девствената природа и близостта до Стара Загора (10 км)